# Eichen-Lattich
Der Eichen-Lattich (Lactuca quercina) ist ein in Mitteleuropa selten vorkommende Pflanzenart aus der Gattung Lattich (Lactuca) innerhalb der Familie der Korbblütler (Asteraceae) und der Unterfamilie der Cichorioideae.

## Beschreibung

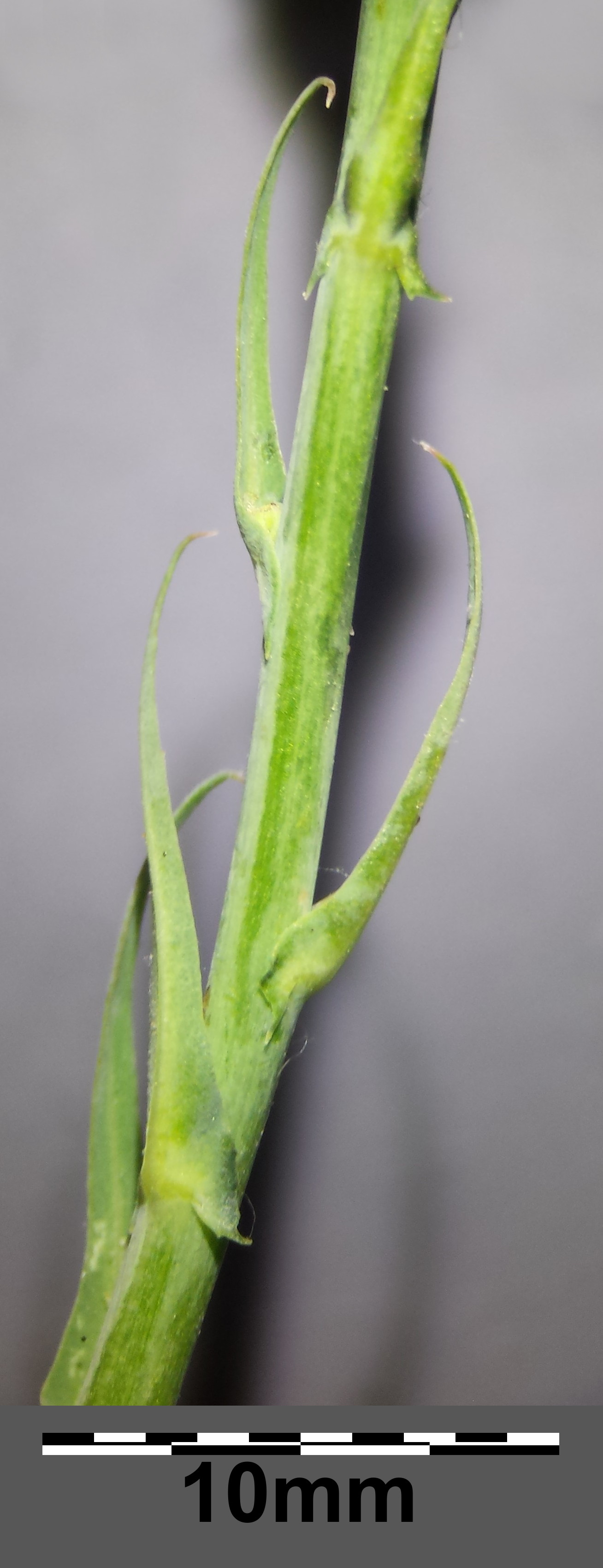
Oberer Stängelteil mit auf pfeilförmigem Grund sitzenden Laubblättern

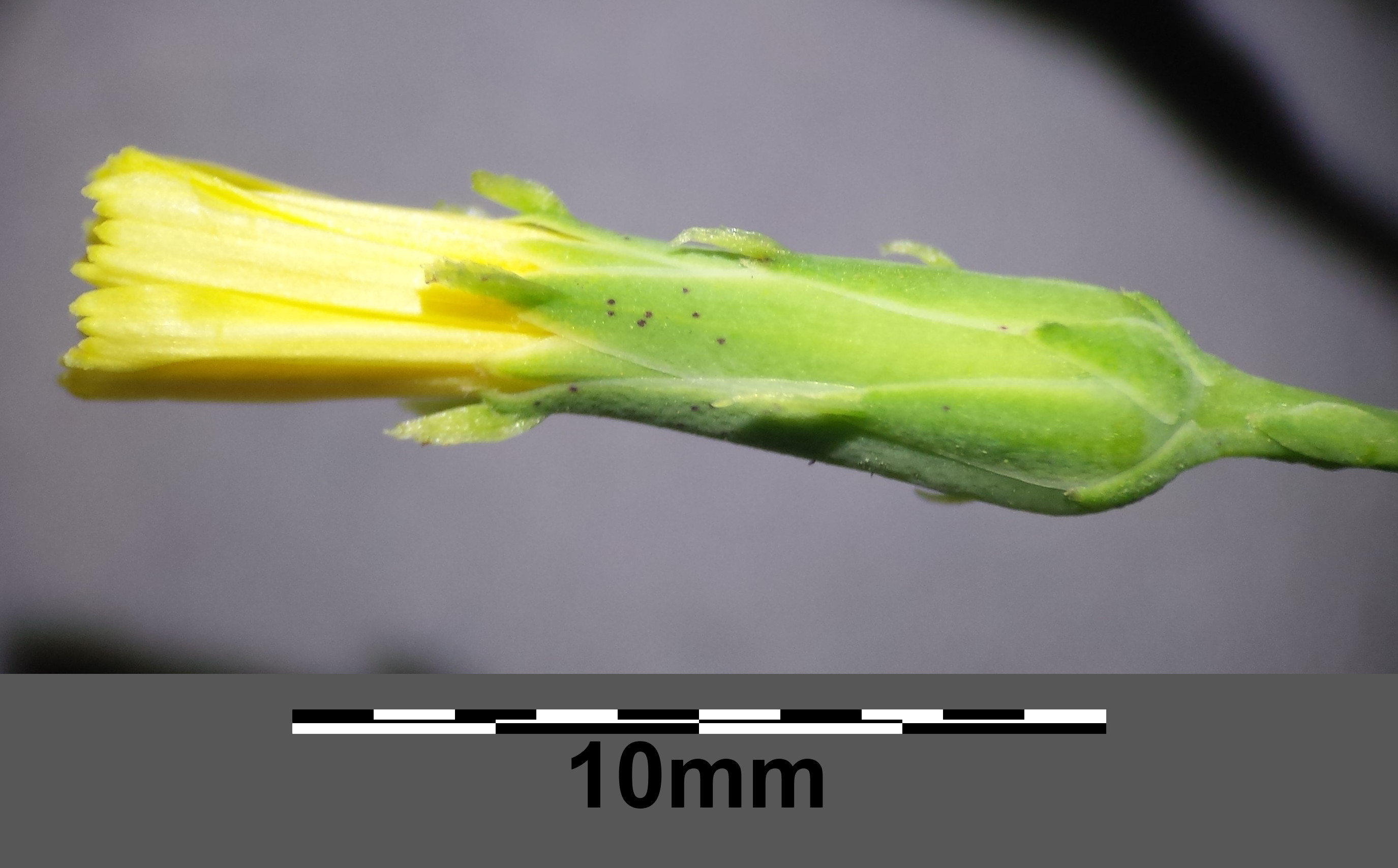
Korb mit mehrreihigen, purpurschwarz punktierten Hüllblättern

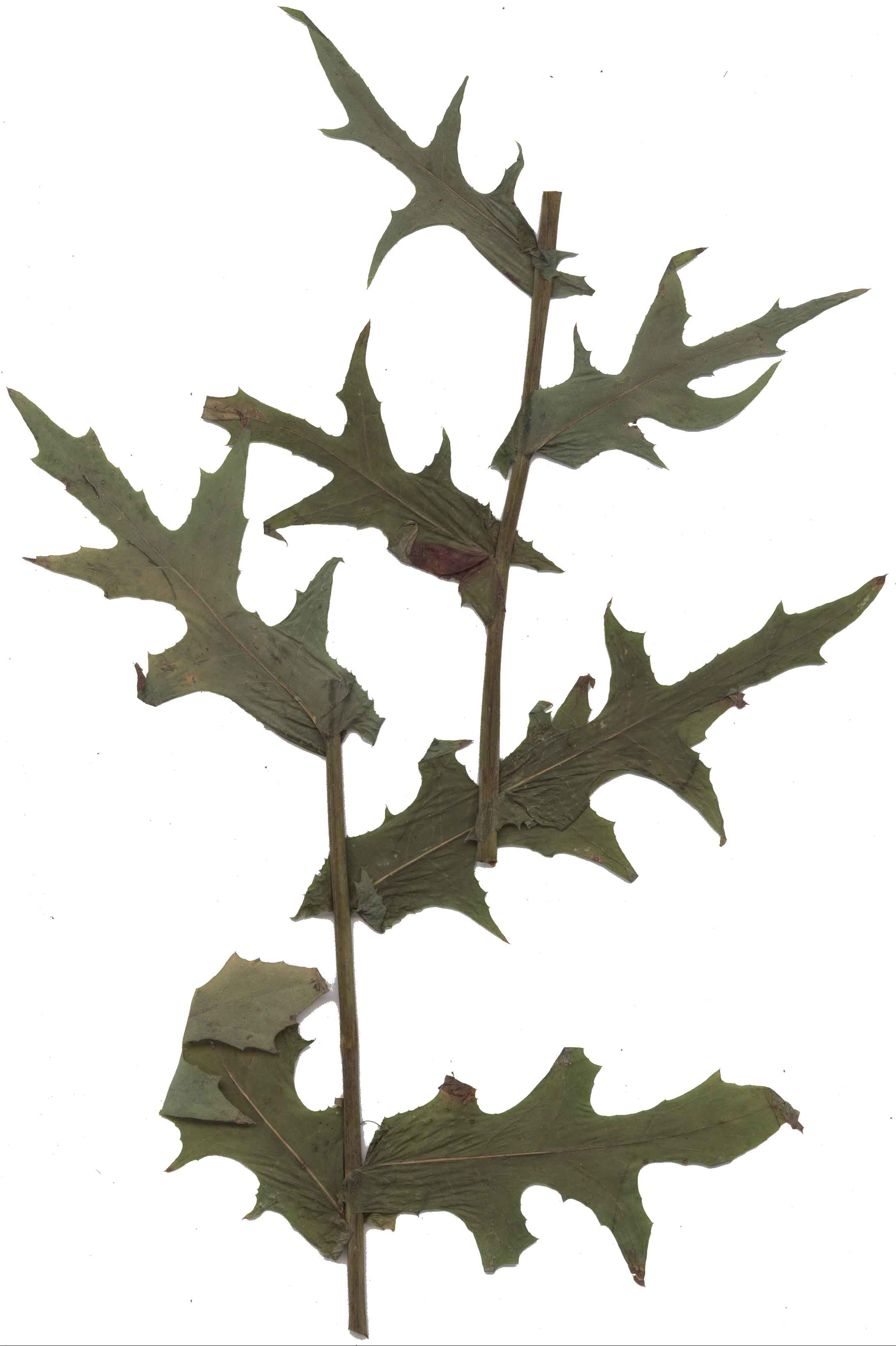
Eichen-Lattich (mittlere Stängelblätter, Herbarbeleg)

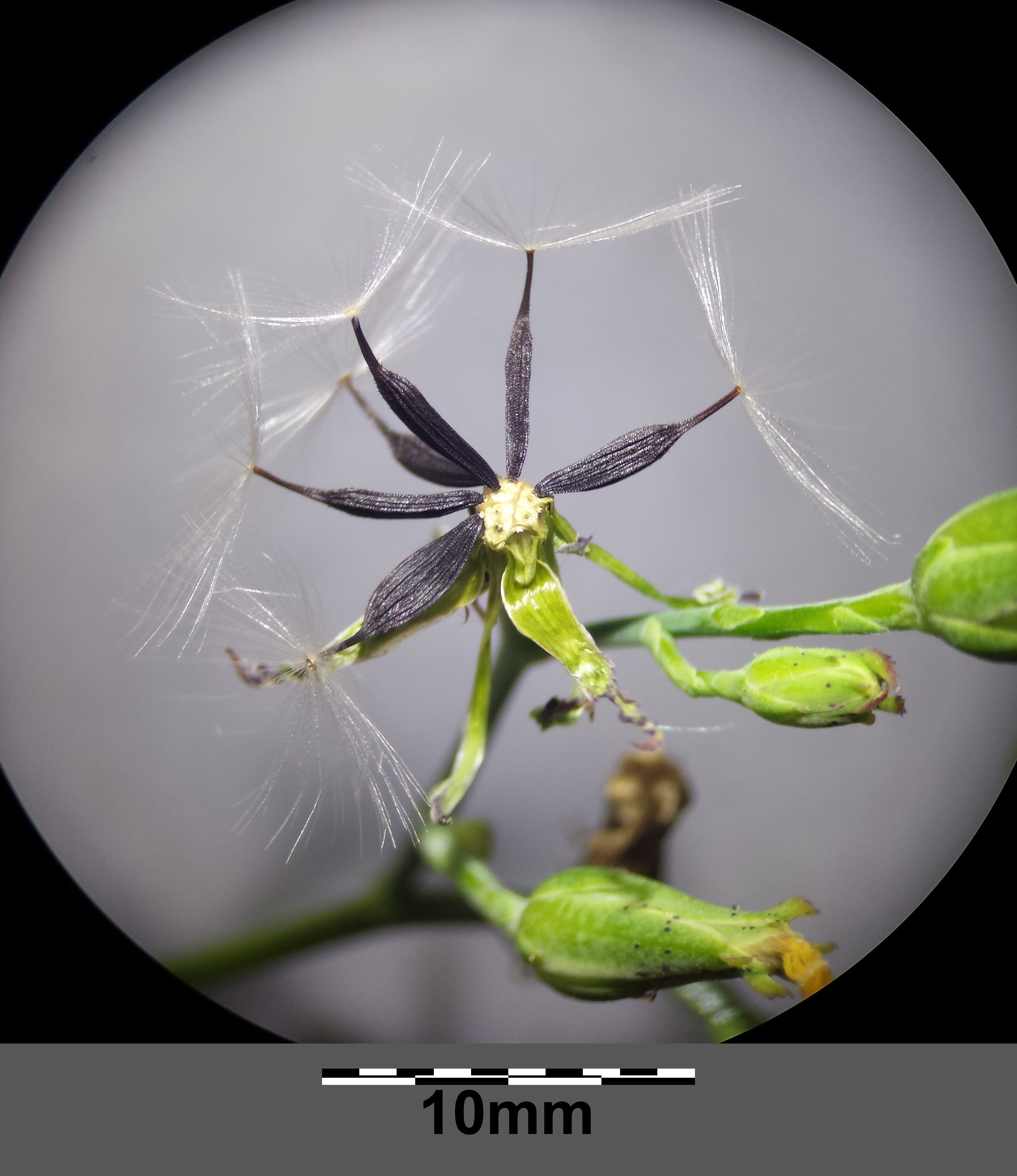
Korbboden mit Früchten

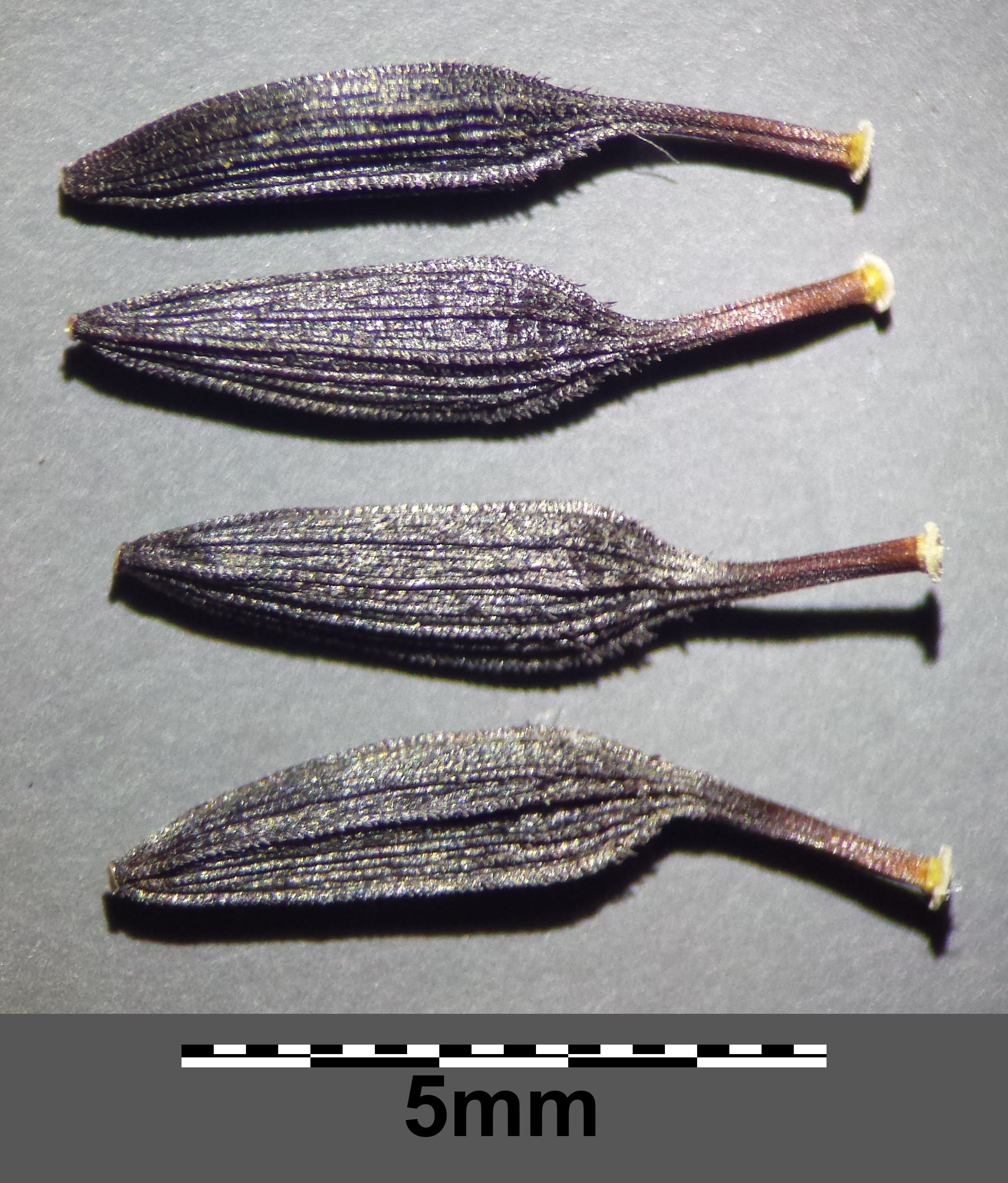
Schwärzliche Achänen

Der Eichen-Lattich ist eine ein- bis zweijährige krautige Pflanze, die meist Wuchshöhen zwischen 60 und 130 cm erreicht. Sie besitzt einen spindelig bis rübenförmig ausgebildeten Wurzelstock. Der im oberen Teil verästelte Stängel ist lebhaft grün gefärbt, manchmal auch rötlich überlaufen und hohl. Die weichen und kahlen Laubblätter sind mehr oder weniger tief fiederspaltig und gezähnt. Die oberen sitzen mit pfeilförmigem Grunde direkt am Stängel, die unteren sind gestielt. Die Blattunterseite ist bläulich-grün gefärbt.
Es sind zahlreiche Blütenkörbe vorhanden, die in doldenartigen Trauben wachsen. Die gelben Zungenblüten besitzen rotbraun gefleckte, weißrandige Hüllblätter. Die im oberen Teil kurzborstig behaarte Frucht ist gerippt und besitzt einen schwarzen, kurzen Schnabel. Der samentragende Teil der Frucht ist etwa doppelt so lang wie der Fruchtschnabel. 
Die Art unterscheidet sich vom im Habitus ähnlichen Mauerlattich (Mycelis muralis) durch die mindestens 8-blütigen Körbe.
Der Eichen-Lattich blüht vorwiegend in den Monaten Juli bis September.
Die Chromosomenzahl beträgt 2n = 18.

## Vorkommen
Lactuca quercina kommt in Europa von Südosteuropa bis ins mittlere Deutschland vor. Im Osten dringt er bis Südrussland vor. In Deutschland ist der Eichen-Lattich selten im mittleren Gebiet zu finden. Hier gilt er als gefährdete Art. In Österreich ist Lactuca quercina ebenfalls gefährdet und zerstreut bis selten zu finden. Die Art fehlt in der Schweiz.
Der Eichen-Lattich wächst in Gebüschen, grasigen Buschwäldern und in Trockenwäldern. Er bevorzugt trockene, warme, nährstoff- und kalkreiche, steinige Böden. Er kommt gern in nitrophilen Saumgesellschaften vor oder im Geranion sanguinei im Kontakt zum Galio-Carpinetum oder zu Potentillo-Quercion petraeae-Gesellschaften.

## Systematik
Man kann die folgenden Unterarten unterscheiden:
- Lactuca quercina subsp. wilhemsiana (DC.) Feráková (Syn.: Lactuca wilhemsiana DC.):  Sie kommt in Albanien, Montenegro, Bulgarien, Rumänien, in der Ukraine, der Türkei, im Kaukasusgebiet und in Transkaukasien vor.[3][4]
- Lactuca quercina subsp. quercina: Sie kommt in Europa, in der Türkei, im Kaukasusgebiet und in Indien vor.[4]